# 無法無天 (2000年電影)
《無法無天》（英語：A Game of No Rule）是一部梁鴻華执导的香港警匪动作片，於2000年上映。王敏德、周海媚、海俊傑主演。

## 剧情
本片講述三名青年罪犯在9年后再重遇，原來在四年前龍哥、阿虎（鄧重謙飾）、洪風（海俊傑飾）、阿雲（朱永棠飾）為了替龍的女友六日(霍晶晶)（周海媚飾）的父親報仇而殺了一個貴利王，而六日因替四人頂罪而被捕入獄。龍在當時已重傷而成殘廢，只剩下虎、風、雲及剛出獄龍的女友六日，他們最痛恨警察，但卻和一個經常借酒消愁的警察Vodka Mak(麥sir)（王敏德飾）成為好友，這令虎、風、雲開始再變得無法無天。

## 演員
| 演員   | 角色   | 備註                                                                   |
| 王敏德 | 麥警官 | 英文名為Vodka Mak，警察，經常借酒消愁而閙事 霍晶晶之好友，后對其有好感 |
| 周海媚 | 霍晶晶 | 稱號：六日 龍哥女友 在9年前因為虎、風、雲頂罪而被捕入獄                |
| 歐錦棠 | 狄高   | 高級警官，性格冲動，火爆                                               |
| 許健威 | 阿龍   | 狄高的弟弟                                                             |
| 鄧重謙 | 阿虎   | 青年罪犯之一                                                           |
| 海俊傑 | 洪風   | 小混混，青年罪犯，龍、虎、雲之兄弟                                     |
| 朱永棠 | 阿雲   | 青年罪犯之一                                                           |
| 楊證樺 | 太子哥 | 車房客人                                                               |
| 周志輝 | 二叔   |                                                                        |
| 謝振邦 | 阿才   |                                                                        |
| 林國傑 |        | 探員，狄高的下屬                                                       |
| 莫凱偉 |        |                                                                        |
| 沈寶斯 |        |                                                                        |